# Operacja jednostkowa
Operacja jednostkowa – w inżynierii chemicznej jest to proces chemiczny lub fizyczny, który można opisać w granicach jednego modelu matematycznego. Przyjmuje się, że każdy ciąg operacji technologicznych da się sprowadzić do sumy określonych operacji jednostkowych.
Operacja jednostkowa nie jest tożsama z operacją zachodzącą w jednym aparacie instalacji przemysłowej. Niektóre aparaty realizują tylko jedną operację jednostkową, np. wymiennik ciepła realizuje tylko konwekcję wymuszoną. Często jednak w jednym aparacie ma miejsce kilka operacji jednostkowych naraz. Np. w reaktorze chemicznym może mieć jednocześnie miejsce mieszanie, konwekcja wymuszona, wrzenie i sedymentacja.
Operacje te dzieli się najczęściej na:
klasyczne
- mechaniczne
  - przepływy
  - mieszanie
  - rozdrabnianie
  - filtrowanie
  - sedymentacja
  - fluidyzacja
  - przesiewanie
  - odpylanie
- cieplne
  - przewodzenie
  - konwekcja wymuszona
  - konwekcja naturalna
  - promieniowanie
  - wrzenie
  - skraplanie
  - wymrażanie
- dyfuzyjne
  - destylacja
  - rektyfikacja
  - absorpcja
  - adsorpcja
  - desorpcja
  - ekstrakcja
  - ługowanie
  - krystalizacja
  - suszenie

membranowe
- ciśnieniowe
  - filtracja
  - mikrofiltracja
  - ultrafiltracja
  - nanofiltracja
  - odwrócona osmoza
  - separacja gazów
- cieplne
  - destylacja membranowa
  - destylacja próżniowa membranowa
- dyfuzyjne
  - perwaporacja
  - perstrakcja
  - dializa
  - ekstrakcja membranowa
  - absorpcja membranowa